# Anthophora pilifrons
Anthophora pilifrons är en biart som beskrevs av Alpheus Spring Packard 1869. Anthophora pilifrons ingår i släktet pälsbin, och familjen långtungebin. Inga underarter finns listade i Catalogue of Life.